# Talanga advenalis
Talanga advenalis är en fjärilsart som beskrevs av Pieter Cornelius Tobias Snellen 1895. Talanga advenalis ingår i släktet Talanga och familjen Crambidae. Inga underarter finns listade i Catalogue of Life.